# Magda Marinkó
Magda Marinkó (eredeti nevén: Marinko Magda) (Szabadka, 1963. november 30. –) hírhedt, magyar származású sorozatgyilkos. Szerbiában is körözték, Magyarországon fogták el, jelenleg a Szegedi Fegyház és Börtön HSR (hosszúidős speciális rezsim) körletének falai közt tölti életfogytiglani szabadságvesztését. Hazánkban az egyik legveszélyesebb bűnözőként tartják számon.

## Gyilkosságok
Áldozatainak száma bizonytalan, de valószínűsíthető, hogy akár több tucat ember haláláért felelős.

### Szerbia
Gyilkosságait részben szülővárosában, a Željko Ražnatović Arkan terrorista és háborús bűnös nevével fémjelzett Szabadkai Halálkommandó néven elhíresült csoport tagjaként követte el, részben pedig saját zsebre vállalt bérgyilkosságot. Előbbivel magyarázható, hogy állítólag Slobodan Milošević perében a hágai Nemzetközi Bíróság is meg kívánta hallgatni Magdát, mert egyes felröppent hírek szerint több gyilkosság kapcsolatba hozható akkori magasabb belgrádi érdekekkel. Például a Palicson meggyilkolt Josip Agatić esetében, aki dohánycsempészként komoly kapcsolatot ápolt felsőbb körökkel, elképzelhető, hogy állami részről érkezett a megrendelés. Ráadásul Agatićnál aranyat is találtak a rendőrök, ami szintén sok esetben motiválhatta Arkan embereinek tevékenységét.
További ismert szerbiai áldozatok: Verica Agatić (Josip felesége), Petrić Milan, Petrić Stana, Patrić Dane.

### Magyarország
Legismertebb magyarországi bűncselekményei: Kecskeméten Horváth Antal és feleségének meggyilkolása (1993. december 20.), Orosházán Farkas Helga nagynénjének, Némethné Márton Editnek zsineggel való megfojtása (1994. január 5.), illetve a 42 éves szegedi cukrász, Z. Nagy Bálint és családjának meggyilkolása (1994. január 23.). Utóbbinál a családfőn kívül az áldozatok között van a feleség, illetve 10 és 16 éves gyermekeik (ezt az esetet nem sikerült rábizonyítani). Nem riadt vissza attól sem, hogy rendőröket vagy fegyőröket bántalmazzon elfogása után.

### Módszerei
Magda egyik előszeretettel alkalmazott módszere – állítólag – az volt, hogy álmukban melléjük lopakodva lőfegyverének hangtompítójával felkeltette áldozatait, s mikor azok felébredve felpillantottak, tüzelt. Mint a fentiek mutatják, számára nem jelentett akadályt a családirtás sem.

## Büntetés

### Elfogás
1994. január 28-án tartóztatták le, mikor becsalták a kapitányságra útlevél ellenőrzés indokával. Itt dulakodásba kezdett egy rendőrtiszttel, és megpróbált az ablakon kiugorva öngyilkosságot végrehajtani, ám ezt megakadályozták, három másik rendőrt is bántalmazott. Egyesek tudni vélik, hogy Magda, megsejtve a rendőrség szándékait, szándékosan követte el a hatósági személy elleni erőszakot, hogy ezzel bizonyossá tegye előzetes letartóztatását, amely menedéket nyújtott neki az elhallgattatás elől. Nem hivatalos hírek szerint a hazai alvilágban a mai napig több millió forintos vérdíj fejében vadásznak rá. Sokan úgy vélik, Magda kapcsolatai a szerb titkosszolgálatoknál erősen gátolták az ellene folyó nyomozást, melyet Kovács Lajos ezredes vezetett.

### Eljárás
Büntetőperében Varga Zoltán bíró 1995-ben hozott elmarasztaló ítéletet. Miután rábizonyítottak 4 gyilkosságot, és így bűnösnek találták nyereségvágyból, előre kitervelten, több emberen, különös kegyetlenséggel, részben társtettesi minőségben elkövetett emberölés, valamint lőfegyverrel és lőszerrel visszaélés bűntettében, az eljáró bíróság életfogytiglani szabadságvesztést szabott ki.

### Börtönévek
Magda Marinkót Sátoraljaújhely és Sopronkőhida után jelenleg a Szegedi Fegyház és Börtön fegyház fokozatú épületének ("Csillag") ún. HSR-körletében (Hosszú idejű speciális rezsimű körlet) tartják fogva 9-10 másik különösen veszélyes fogvatartott mellett, az országban egyedülállóan magas biztonsági intézkedések közepette. Egyes információk szerint sikerült beilleszkednie, magaviseletére nincs komolyabb panasz, ellentétben a korábbi intézményekkel, ahol okkal tartottak tőle: megtámadott egy őrt, illetve a szóbeszéd szerint halállistát, és szökési terveket készített. A hatósági személy elleni erőszak következményeképp büntetését 200 nappal meghosszabbították.

### Kiadatás
A fogvatartott többször kérvényezte, hogy büntetését szülőhazájában tölthesse le, többek között nyelvi nehézségeire és családtagjainak távoli lakóhelyére hivatkozva, ám mindannyiszor elutasították. A negatív elbírálás okai között szerepel, hogy amíg Szerbiában érvényben volt a halálbüntetés (és Magda ügyében távollétében ilyen ítélet született), a magyar jogszabályok értelmében nem lehetett kiadni olyan személyt, akire hazájában ilyen büntetés várna. A halálbüntetés eltörlése óta is kérte a kiadatást, ám ezt is elutasították, a bizonytalan végrehajtás indokával.

### Szabadulás
Magda Marinkó elítélésekor még nem volt lehetőség a tényleges életfogytiglani szabadságvesztés (TÉSZ) büntetésének kiszabására, így az akkori csúcsbüntetést, az életfogytiglani szabadságvesztést kapta. 2021.02.18-án a Szegedi Törvényszék nem engedélyezte Magda Marinkó feltételes szabadlábra bocsátását. A büntetés-végrehajtási bíró Magda Marinkó távollétében hozta meg döntését, tekintettel arra, hogy  az elítélt a feltételes szabadságról döntő eljárásban nem volt hajlandó együttműködésre. A bíró indoklásában kifejtette, hogy továbbra sem lehet arra következtetni, hogy szabadon bocsátása esetén vissza tudna illeszkedni a társadalomba, és törvénytisztelő életmódot folytatna. Mindezek tekintetében az előzetes várakozások szerint jó esély mutatkozik arra, hogy a szerb halálosztó soha nem kerül szabadlábra.